# Ian Smith (politikus)
Ian Douglas Smith (Shurugwi, Midlands, 1919. április 8. – Fokváros, 2007. november 20.) politikus, Rodézia utolsó fehér kormányának elnöke.

## Ifjúsága
Smith 1919-ben született, az akkori brit gyarmaton, Dél-Rodéziában. A skót származású édesapja, Douglas Smith – akinek eredeti szakmája hentes volt –, Rodéziában farmerként dolgozott. A kiválóan sportoló Smith középiskolai tanulmányait a Selukwe High Schoolban végezte, egyetemi diplomáját pedig a dél-afrikai Grahamstownban szerezte.

## Katonai szolgálata
A második világháború alatt, 1941–1945 között pilótaként szolgált a Brit Királyi Légierőnél (130th Squadron). A háború során két alkalommal is lelőtték a gépét; a második alkalommal ráadásul ellenséges vonalak mögött ért földet (Olaszországban). Kalandos körülmények között, 5 hónapig bújkált olasz és francia partizánok segítségével, míg végül újra csatlakozni tudott a szövetséges csapatokhoz.

## A politikában

### Korai szakasza
Smith a háború után hazatért Dél-Rodéziába, ahol 1948-ban feleségül vette Janet Wattot († 1994). Két fiuk és egy lányuk született. Eleinte birtokán gazdálkodott, majd képviselő lett a fehér gyarmati parlamentben. Dél-Rodéziát akkoriban a lakosság 3-5%-át kitevő, főként brit származású fehér telepesek vezették. Az 5 milliónyi fekete lakosságnak nem volt beleszólása a gyarmat politikai és gazdasági életébe. Ez a fehér uralom került veszélybe, amikor a 60-as évek elején nyilvánvalóvá vált, hogy Nagy-Britannia visszavonul Afrikából és elengedi a függetlenségbe gyarmatait. Zambiában, Ugandában és Tanzániában a függetlenség után fekete elnökök kerültek hatalomra, és nyilvánvaló volt, hogy Dél-Rodéziában is a lakosság túlnyomó többségét kitevő fekete lakosság kezébe kerülne az irányítás. Rodézia fehér telepesei pedig ezt akarták megakadályozni.

### Kormányfőként
Smith ‑ akit 1964. április 13-án miniszterelnöknek neveztek ki ‑ elhatározta, hogy megelőzi az angol kormányt. 1965. november 11-én ‑ Rodézia néven – egyoldalúan kikiáltotta országa függetlenségét (az addigi gyarmattartó Nagy-Britanniától). A nemzetközi közösség nem ismerte el rendszerét, és az ENSZ büntetőintézkedéseket léptetett életbe országa ellen. A Smith-rezsim szigorú kisebbségi uralma gerillaharcra késztette a fekete-afrikai ellenállókat. A súlyosbodó polgárháború kihatott a gazdasági életre, és ez rábírta a kormányt, hogy utat engedjen egy vegyes összetételű ideiglenes kormány megalakításának (1978). 1979-ben sor került az első egyenlő, általános választásra, melyet azonban választási manipuláció övezett. A nemzetközi ellenőrzés alatt megismételt 1980-as választások eredményeként Zimbabwe fekete irányítású köztársaság lett, a legjelentősebb gerillavezér, Robert Mugabe miniszterelnökkel az élén.

### Ellenzékiként
Smith ezután Mugabe parlamenti ellenzékeként dolgozott, amíg a fehér kisebbségnek fenntartott parlamenti helyeket 1987-ben el nem törölték. Smith sok fehér rodéziai szemében egyfajta bálvány volt, míg a feketék számára a legrosszabb faji elnyomást jelképezte.[forrás?]

## Műve
- The Great Betrayal: The Memoirs of Ian Douglas Smith (1997)

## Halála
Kisebb szélütést szenvedett 2007 novemberében, és 88 éves korában – egy Fokváros melletti klinikán – halt meg november 20-án.